# Nils Voigt
Nils Voigt (* 2. Mai 1997 in Münster) ist ein deutscher Leichtathlet, der sich auf den Langstreckenlauf spezialisiert hat. Er ist fünffacher Deutscher Meister mit einem Titel über 3000 Meter in der Halle, drei Meisterschaften über 10.000 Meter als auch einem Titel im 10-km-Straßenlauf. Bislang nahm Voigt an vier Europameisterschaften teil. Über 10.000 Meter erreichte er 2019 in Gävle (U23) den 4. Platz, 2022 in München den 8. Platz und 2024 in Rom Platz 16. Bei den Straßenlauf-Europameisterschaften 2025 in Brüssel/Leuven überzeugte Voigt über 10 km mit Platz 6. 2023 lief Voigt die 10.000 Meter bei den Weltmeisterschaften in Budapest.

## Sportliche Laufbahn
Nachdem Voigt in seinen Jugendjahren bei deutschen Jugendmeisterschaften teilnahm (2015 Bronze und 2016 Silber über 5000 m bei den Deutschen Jugendmeisterschaften U20), wechselte er zum Jahreswechsel 2018/19 von der LG Brillux Münster zum TV Wattenscheid. 2019 konnte er in seinem letzten Jahr der U23-Altersklasse bei ersten internationalen Meisterschaften teilnehmen und belegte über die 10.000 Meter bei den U23-Europameisterschaften in Gävle den 4. Platz, bei den europäischen U23-Crossmeisterschaften in Lissabon den 43. Platz.
Bei den Deutschen Hallenmeisterschaften 2020 belegte Voigt über 3000 Meter den 8. Platz und über 5000 Meter lief er bei den Deutschen Meisterschaften in Braunschweig auf Platz 9.
2021 erlebte Voigt den Durchbruch in die deutsche Spitze und konnte nach einer Bronzemedaille bei den deutschen Hallenmeisterschaften über 3000 Meter im März beim „itelligence Citylauf Invitational“ in Dresden bei seinem Halbmarathondebüt den 2. Platz hinter Richard Ringer belegen und schlug dort unter anderem Amanal Petros und Sondre Nordstad Moen. Seine Zeit von 1:01:35 h bedeutet außerdem den 11. Platz in der deutschen Allzeitbestenliste über diese Distanz (Stand: Dezember 2024). Zusammen mit seinen Vereinskollegen Amanal Petros und Hendrik Pfeiffer vom TV Wattenscheid stellte Voigt bei diesem Wettkampf eine neue deutsche Bestleistung in der Halbmarathonmannschaft auf. Im Mai wurde Voigt Deutscher Meister über 10.000 Meter in Mainz, womit er sich für den Europacup in Birmingham qualifizieren konnte. Bei der „Mid Summer Track Night“ in Wien konnte Voigt in 13:31,68 min seine Bestzeit über 5000 Meter um mehr als 25 Sekunden verbessern. Nachdem der Deutsche Leichtathletik-Verband die Entscheidung traf, aufgrund der Quarantänevorgaben in Folge der COVID-19-Pandemie kein Team zum Europacup zu schicken, beschloss Voigt alleine zu diesem zu reisen. Dort konnte er in 27:49,04 min über 10.000 Meter eine neue Bestzeit aufstellen. Er belegte Platz vier und schlug unter anderem auch Vierfacholympiasieger Mo Farah.
Im Oktober 2021 wurde Voigt in Uelzen deutscher Meister im 10-km-Straßenlauf.
2022 wollte Voigt eigentlich schon früh im Jahr Rennen in der Halle und Freiluft machen, allerdings musste er infolge einer Herzmuskelentzündung durch eine Corona-Infektion sechs Wochen lang vom Sport aussetzen und konnte dieses Vorhaben deshalb nicht umsetzen. Beim 10.000-Meter-Europacup Ende Mai 2022 in Pacé (Frankreich) belegte Voigt mit 28:04,81 min den 9. Platz. Zwei Wochen später verbesserte er sich in Leiden (NL) auf 27:52,57 min und sicherte sich damit die Nominierung für die Europameisterschaften in München. Dort belegte er über die 10.000 Meter mit einer Zeit von 28:02,19 min als bester Deutscher Platz 8. Im Dezember beim Elite Label Road Race in Houilles erfolgte dann eine Verbesserung der 10-km-Straßenlauf Bestzeit auf 28:03 min. Dies bedeutet Rang 8 in der deutschen Allzeitbestenliste (Stand: Dezember 2024).
Bei seinem einzigen Hallenwettkampf 2023 holte sich Voigt am 18. Februar bei den Deutschen Hallenmeisterschaften den Titel über 3000 Meter in 7:56,80 min. Zwei Wochen später startete er in San Juan Capistrano (Kalifornien) beim 10.000-Meter-Lauf „The Ten“ und belegte dort in einem international top besetzten Starterfeld mit einer neuen persönlichen Bestleistung von 27:30,01 min den 7. Platz. Gleichzeitig bedeutet diese Zeit Rang 4 in der deutschen Allzeitbestenliste über 10.000 Meter (Stand: Dezember 2024). Bei den Weltmeisterschaften 2023 in Budapest erreichte er das Finale und dort mit 29:06,79 min den 21. Platz.
Am 11. Februar 2024 verbesserte Voigt in Monaco die deutsche Bestleistung im 5-km-Straßenlauf auf 13:31 min. Am 20. April 2024 steigerte er in Nijmegen diese Bestleistung auf 13:30 min. Bei den Europameisterschaften in Rom belegte er über die 10.000 Meter mit einer Zeit von 28:21,28 min den 16. Platz. Ende Juni 2024 wurde Voigt bei den Deutschen Meisterschaften in Braunschweig Vizemeister über 5000 Meter. Am 1. Dezember 2024 gab Voigt in Valencia sein Marathon-Debüt in 2:10:32 h.
Bei den Straßenlauf-Europameisterschaften Mitte April 2025 in Leuven (Belgien) überzeugte Voigt über 10 km mit einem 6. Platz in der Zeit von 28:08 min auf profilierter Strecke. Drei Wochen später holte sich Voigt in Hamburg seinen dritten Meistertitel über die 10.000 Meter.
Voigt studiert Betriebswirtschaftslehre in Bochum.

## Persönliche Bestleistungen
- 3000 Meter: 7:51,07 min, 9. September 2022 in Trier
- 5000 Meter: 13:31,20 min, 7. Juli 2022 in Heusden-Zolder
- 10.000 Meter: 27:30,01 min, 4. März 2023 in San Juan Capistrano
- 5-km-Starßenlauf: 13:30 min, 20. April 2024 in Nijmegen
- 10-km-Straßenlauf: 28:03 min, 7. März 2022 in Houilles
- 15-km-Straßenlauf: 43:18 min, 20. November 2022 in Nijmegen
- Halbmarathon: 1:01:35 h, 21. März 2021 in Dresden
- Marathon: 2:10:32 h, 1. Dezember 2024 in Valencia

## Erfolge
national
- 2015: 3. Platz Deutsche U20-Meisterschaften 5000 m
- 2016: 2. Platz Deutsche U20-Meisterschaften 5000 m
- 2020: 8. Platz Deutsche Hallenmeisterschaften 3000 m
- 2021: 3. Platz Deutsche Hallenmeisterschaften 3000 m
- 2021: Deutscher Meister 10.000 m
- 2021: Deutscher Meister 10 km Straßenlauf
- 2022: 3. Platz Deutsche Meisterschaften 5000 m
- 2022: Deutscher Vizemeister 10 km Straßenlauf
- 2023: Deutscher Meister 3000 m Halle
- 2023: Deutscher Meister 10.000 m
- 2024: Deutscher Vizemeister 5000 m
- 2025: Deutscher Meister 10.000 m

international
- 2019: 4. Platz 10.000 m U23-Europameisterschaften
- 2021: 4. Platz 10.000 m Europacup
- 2022: 9. Platz 10.000 m Europacup
- 2022: 3. Platz 10.000 m Europacup (Mannschaftswertung)
- 2022: 8. Platz 10.000 m Europameisterschaften
- 2023: 21. Platz 10.000 m Weltmeisterschaften
- 2024: 16. Platz 10.000 m Europameisterschaften
- 2025: 6. Platz 10 km European Running Championships